# Wnęka w Panieńskich Skałach
Wnęka w Panieńskich Skałach – schronisko w Panieńskich Skałach w Wolskim Dole w Lesie Wolskim w Krakowie. Pod względem geograficznym znajduje się w mezoregionie Pomost Krakowski, będącym częścią makroregionu Bramy Krakowskiej.

## Opis obiektu
Schronisko znajduje się w głównej grupie Panieńskich Skał. Ma postać nyży z dużym otworem o północno-wschodniej ekspozycji. W stropie nyży znajduje się niewielki kominek. Wraz z nim ma wysokość 4 m. Na ścianach nyży liczne kociołki i wżery.
Nyża powstała w wapieniach z jury późnej. Nacieków brak, namulisko ubogie, próchniczno-gliniaste. Nyża jest w całości oświetlona światłem słonecznym. Rosną w niej glony, porosty i mchy – skrzydlik grzebieniasty Fissidens dubius, merzyk gwiazdkowaty Mnium stellare, miechera Bessera Neckera besseri, miechera kędzierzawa Neckera crispa, płaszczynka przerywana Pedinophyllum interruptum i cisolist pochylony Taxiphyllum wissgrillii, paprocie – zanokcica skalna Asplenium trichomanes, paprotnica krucha Cystopteris fragilis, a z roślin kwiatowych bodziszek cuchnący Geranium robertianum.
Nyża znana była od dawna. Po raz pierwszy zaznaczył ją T. Fischer na szkicu Panieńskich Skał w 1938 roku. Jej dokumentację opracowali J. Baryła, M. Pruc i P. Malina w 1999 r. Plan sporządził M. Pruc.

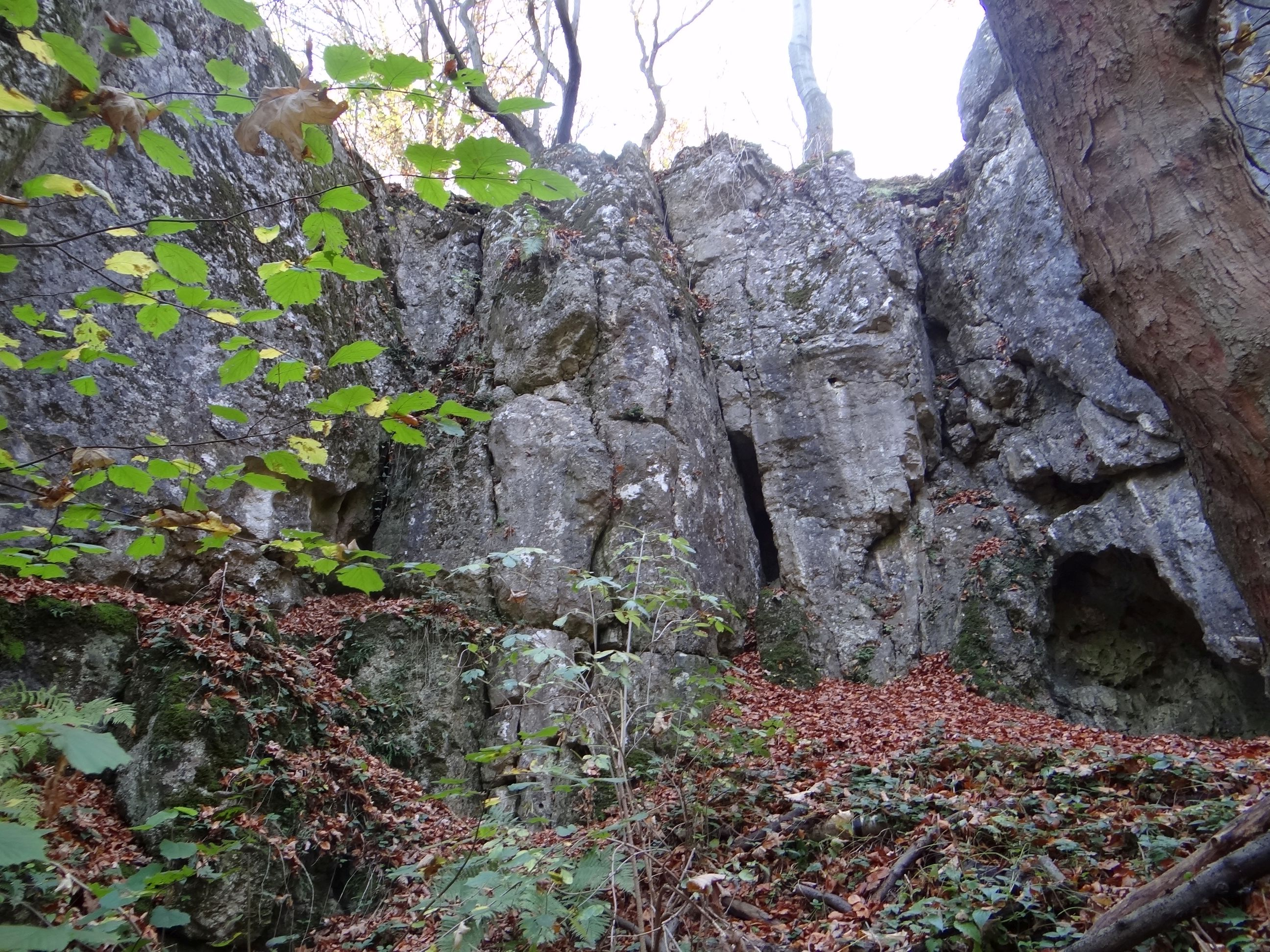
Na środku pionowa Szczelina w Panieńskich Skałach, po prawej, u podstawy skały Wnęka w Panieńskich Skałach
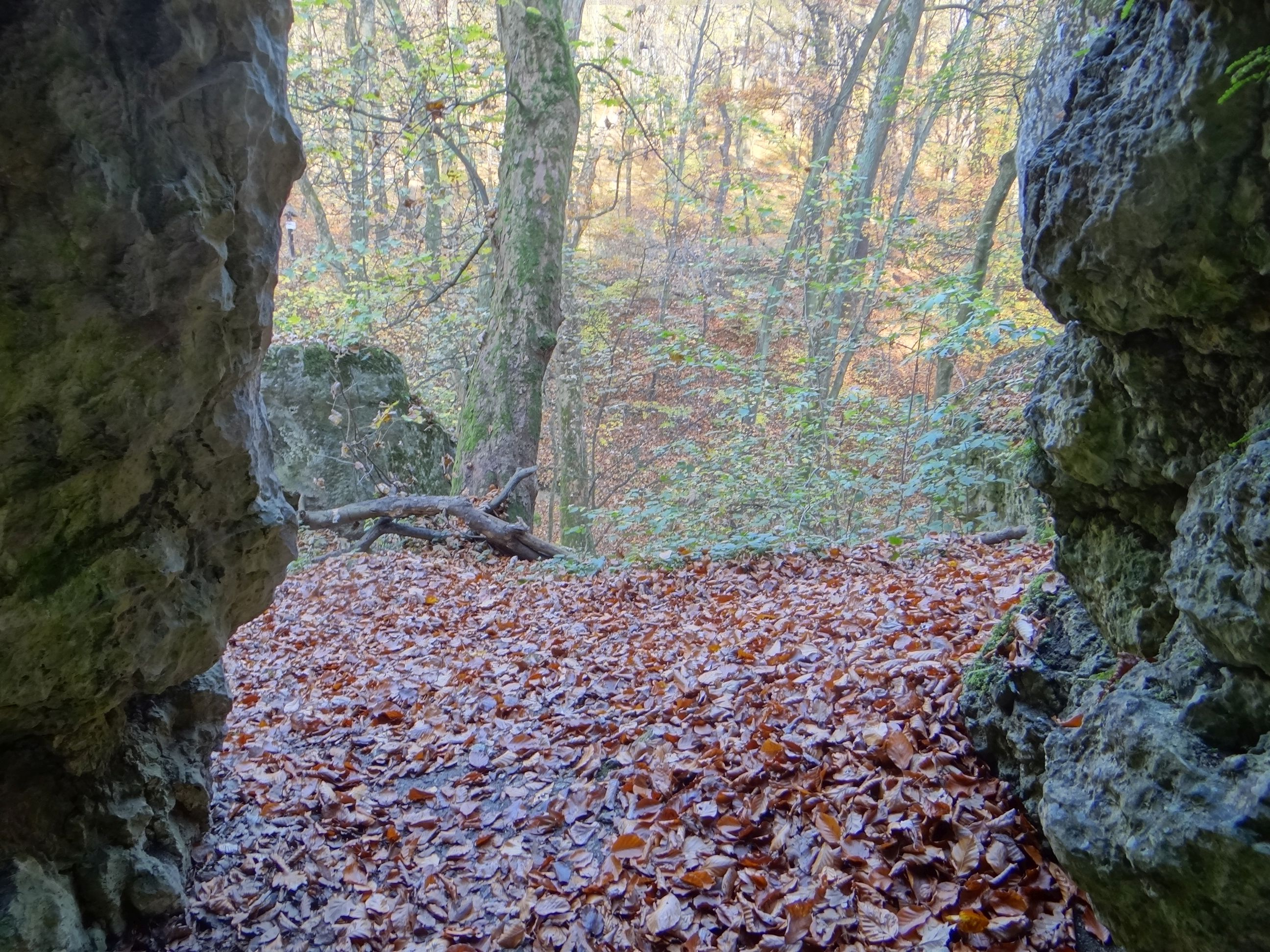
Widok z nyży
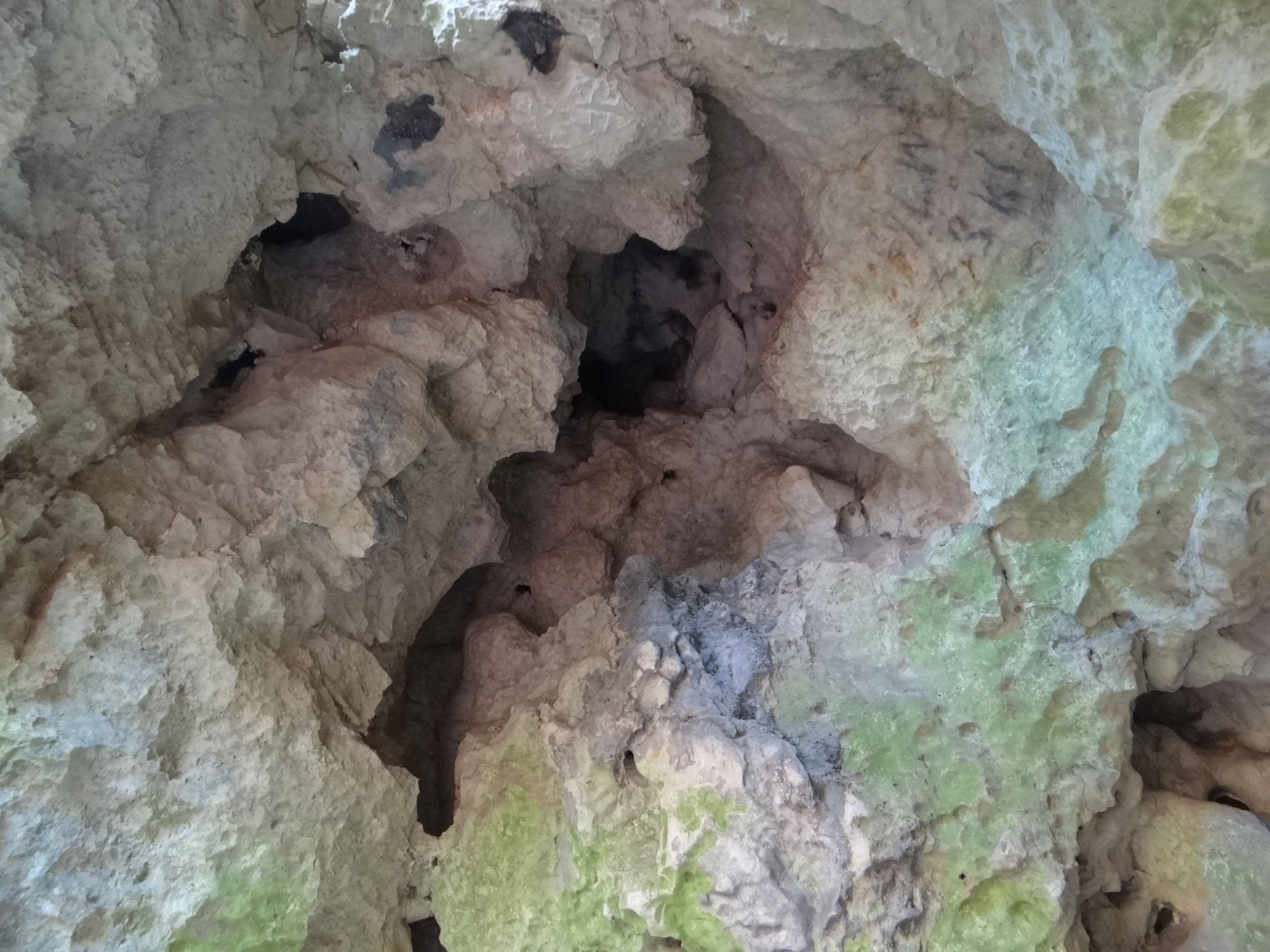
Ściany i strop z kominkiem
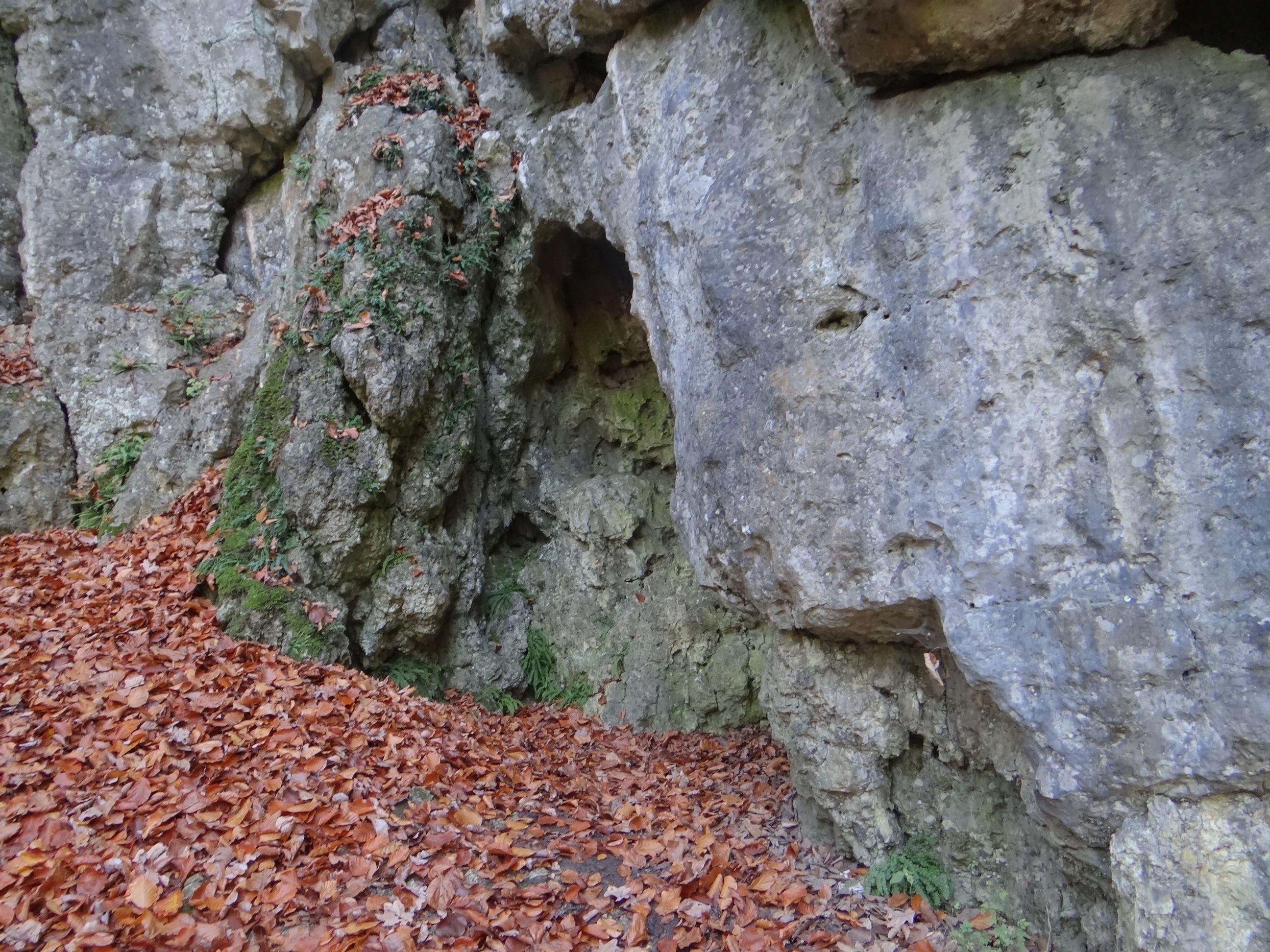
Otwór nyży
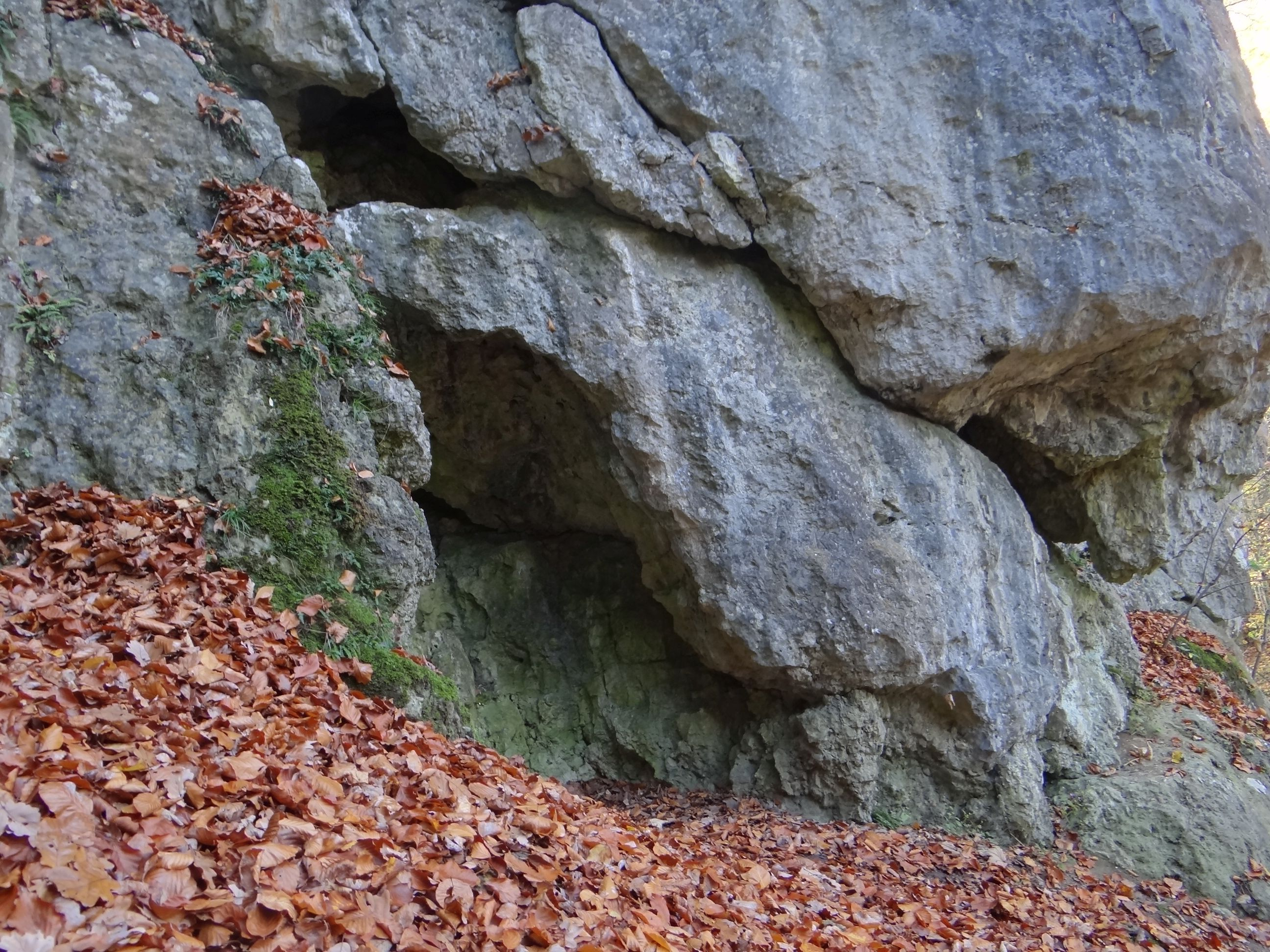
Otwór nyży

Zaraz po prawej stronie (patrząc od dołu) Wnęki w Panieńskich Skałach znajduje się Kominek w Panieńskich Skałach, a 3 m na lewo Szczelina w Panieńskich Skałach.